# کلمنس رپ

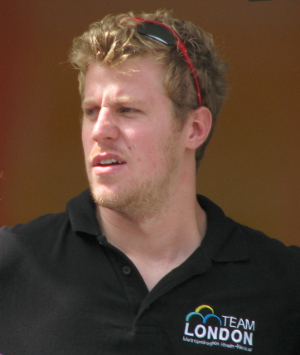
کلمنس رپ - ۲۰۱۲

کلمنس رپ (به انگلیسی: Clemens Rapp) (زادهٔ ۱۴ ژوئن ۱۹۸۹) شناگر اهل آلمان است.